# Tyne Daly
Pour les articles homonymes, voir Daly.
 (avril 2020).
Si vous disposez d'ouvrages ou d'articles de référence ou si vous connaissez des sites web de qualité traitant du thème abordé ici, merci de compléter l'article en donnant les références utiles à sa vérifiabilité et en les liant à la section « Notes et références ».
Tyne Daly est une actrice américaine née le 21 février 1946 à Madison (Wisconsin, États-Unis). Le rôle qui la rend célèbre est celui de l'inspecteur Mary Beth Lacey dans la série Cagney et Lacey. Elle est récompensée par un Emmy Award de la meilleure actrice dans un second rôle pour son rôle dans la série Amy. Très appréciée dans le cinéma américain de la côte Ouest, Peter Falk fait appel à elle pour deux épisodes de Columbo.

## Biographie
Son frère est l'acteur Timothy Daly, dit Tim Daly.

## Filmographie

### Comme actrice

#### Au cinéma
- 1969 : John and Mary : Hilary
- 1970 : Angel Unchained (en) : Merilee
- 1973 : The Adulteress : Inez Steiner
- 1976 : L'inspecteur ne renonce jamais (The Enforcer) de James Fargo : Inspectrice Kate Moore
- 1977 : La Folle cavale (en) (Speedtrap) d'Earl Bellamy : Niffty Nolan
- 1977 : Un espion de trop (Telefon) de Don Siegel : Dorothy Putterman
- 1982 : Chicanos Story (Zoot Suit), de Luis Valdez : Alice Bloomfield
- 1985 : Vol d'enfer (The Aviator) de George Trumbull Miller : Evelyn Stiller
- 1985 : Movers and Shakers de William Asher : Nancy Derman
- 1997 : The Lay of the Land : Dr Guttmacher
- 1998 : Vig (vidéo) : Ellen
- 1999 : The Autumn Heart : Ann
- 2000 : The Simian Line : Arnita
- 2017 : Spider-Man: Homecoming de Jon Watts : Anne-Marie Hoag
- 2018 : La Ballade de Buster Scruggs (The Ballad of Buster Scruggs) de Joel et Ethan Coen : Lady
- 2018 : A Bread Factory, Part 1: Ce qui nous unit de Patrick Wang :  Dorothea
- 2018 : A Bread Factory, Part 2: Un petit coin de paradis de Patrick Wang : Dorothea

#### À la télévision
- 1963 : Hôpital central ("General Hospital") (série) : Caroline Beale (1968)
- 1969 : CBS Playhouse: Sadbird : Sarah
- 1971 : In Search of America (en) : Anne
- 1971 : Les Hurlements de la forêt (A Howling in the Woods) : Sally Bixton
- 1972 : Heat of Anger : Jean Carson
- 1972 : Mission impossible (série) - Saison 6, épisode 12 (Gaz) : Saretta Lane
- 1973 : The Man Who Could Talk to Kids : Susie Datweiler
- 1973 : Les Rues de San Francisco (série) - Saison 2, épisode 15 (Commitment) : Ms. Carlino
- 1974 : Larry : Nancy Hockworth
- 1975 : The Law (feuilleton) : Lucy
- 1976 : The Entertainer : Jean
- 1977 : Intimate Strangers : Karen Renshaw
- 1979 : Better Late Than Never : Ms. Davis
- 1980 : The Women's Room : Adele
- 1981 : The Great Gilly Hopkins : Catherine Ellis
- 1981 : A Matter of Life and Death : Donna
- 1981 : Cagney et Lacey : Det. Mary Beth Lacey
- 1982 : Magnum (Saison 2, épisode 13/22) : Kate Sullivan
- 1982 : Your Place... or Mine : Karen
- 1982 : Cagney et Lacey ("Cagney & Lacey") (série) : Det. Mary Beth Lacey (1982-1988)
- 1987 : Kids Like These : Joanna Goodman
- 1989 : Stuck with Each Other : Sylvia Cass
- 1991 : The Last to Go de John Erman (téléfilm) : Mary Ellen
- 1991 : Face of a Stranger : Dollie Madison
- 1992 : Columbo (saison 12, épisode 1 : Un seul suffira... (A Bird In The Hand)) : Dolorès
- 1992 : Dans le concert public télévisé retransmis du Barbacan Center à Londres : "On the town" dirigé par Michael Tilson Thomas avec Betty Comden et Adolph Green comme récitants. Elle y joue le rôle de Hildy.
- 1993 : Scattered Dreams : Kathryn Messenger
- 1993 : Dans le concert télévisé retransmis de Carnégie-hall : "On the town" dirigé par Michael Tilson Thomas avec Betty Comden et Adolph Green comme récitants. Elle y joue le rôle de Hildy.
- 1994 : Analyse d'un meurtre (The Forget-Me-Not Murders) : Dr Beverly Archer
- 1994 : Christy (série télévisée) : Alice Henderson
- 1994 : Une nounou d'enfer (Saison 2, épisode 24) : Mona
- 1994 : Columbo (saison 13, épisode 1 : Columbo change de peau (Undercover)) : Dorothea McNally
- 1994 : Cagney et Lacey - Les retrouvailles (Cagney & Lacey: The Return) : Mary Beth Lacey
- 1995 : Cagney & Lacey: Together Again : Mary Beth Lacey
- 1995 : Cagney & Lacey: The View Through the Glass Ceiling : Mary Beth Lacey
- 1995 : Bye Bye Birdie : Mae Peterson
- 1996 : Cagney & Lacey: Convictions (Cagney & Lacey: True Convictions) : Mary Beth Lacey
- 1997 : The Perfect Mother : Elanie Podaras
- 1997 : Provocante (Tricks) : Sarah
- 1999 : 3 mères pour un enfant (Three Secrets) : Shelley
- 1999 : Execution of Justice : Goldie Judge
- 1999 : Meurtres très ordonnés (Absence of the Good) : Dr Marcia Lyons
- 2000 : A Piece of Eden : Tante Aurelia
- 2001 : La Robe de mariée (The Wedding Dress) : Joan Delano
- 2003 : L'amour en cadeau : Anne Cunningham
- 2008 : Grey's Anatomy : Carolyn Shepperd, saison 5 Episode 12
- 2010 : Burn Notice (série), saison 3, épisode 10 : Tina
- 2014 : Modern Family, saison 6, épisode 5 : Mme Plank
- 2016 : Looking: Le Film (téléfilm)
- 2018 : Grey's Anatomy : Carolyn Shepperd, Bienvenue chez les Shepherd (saison 15 Episode 21)

### Autres
- 1995 : Christy (série télévisée) - scénariste de l'épisode Echoes

## Voix françaises
| - Marion Game dans : - Cagney et Lacey (série télévisée) - Columbo : Columbo change de peau (téléfilm) - Une nounou d'enfer (série télévisée) - Amy (série télévisée) - Grey's Anatomy (série télévisée) - Modern Family (série télévisée) - Looking (téléfilm) - Mom (série télévisée) | - Josiane Pinson dans : - Spider-Man : Homecomng - La Ballade de Buster Scruggs et aussi - Chantal Jolis dans L'Inspecteur ne renonce jamais - Jocelyne Darche dans Un espion de trop - Mireille Abadie dans Columbo : Un seul suffira (téléfilm) |